# Gerald Lampert-díj
A Gerald Lampert-díj (Gerald Lampert Memorial Award) egy kanadai irodalmi díj, melyet a kanadai költők ligája (League of Canadian Poets) ad át minden évben egy olyan kanadai költőnek, aki első kötetével jelentkezett. A díj a költészetet támogató Gerald Lampertnek köszönhető. Az irodalmi elismerés mellé 1000 kanadai dollár pénzdíj is jár.

## Díjazottak
- 1981 – Elizabeth Allan, The Shored Up House
- 1982 – Abraham Boyarsky, Schielber és Edna Alford, A Sleep Full of Dreams
- 1983 – Diana Hartog, Matinee Light
- 1984 – Sandra Birdsell, Night Travellers és Jean McKay, Gone to Grass
- 1985 – Paulette Jiles, Celestial Navigation
- 1986 – Joan Fern Shaw, Raspberry Vinegar
- 1987 – Rosemary Sullivan, The Space a Name Makes
- 1988 – Di Brandt, Questions I Asked My Mother
- 1989 – Sarah Klassen, Journey to Yalta
- 1990 – Steven Heighton, Stalin's Carnival
- 1991 – Diana Brebner, Radiant Life Forms
- 1992 – Joanne Arnott, Wiles of Girlhood
- 1993 – Elisabeth Harvor, Fortress of Chairs és Roberta Rees, Eyes Like Pigeons
- 1994 – Barbara Klar, The Night You Called Me a Shadow és Illya Tourtidis, Mad Magellan's Tale
- 1995 – Keith Maillard, Dementia Americana
- 1996 – Maureen Hynes, Rough Skin
- 1997 – Marilyn Dumont, A Really Good Brown Girl
- 1998 – Mark Sinnett, The Landing
- 1999 – Stephanie Bolster, White Stone: The Alice Poems
- 2000 – Shawna Lemay, All the God-Sized Fruit
- 2001 – Anne Simpson, Light Falls Through You
- 2002 – Aislinn Hunter, Into the Early Hours
- 2003 – Kathy Mac, Nail Hunters Plan for Strength and Growth
- 2004 – Adam Getty, RECONCILIaTION
- 2005 – Ray Hsu, Anthropy
- 2006 – Suzanne Buffam, Past Imperfect
- 2007 – Steven Price, Anatomy of Keys
- 2008 – Alex Boyd, Making Bones Walk
- 2009 – Katia Grubisic, What if red ran out
- 2010 – James Langer, Gun Dogs
- 2011 – Anna Swanson, The Nights Also[1]
- 2012 – Yi-Mei Tsiang, Sweet Devilry[2]
- 2013 – Gillian Savigny, Notebook M[3]
- 2014 – Murray Reiss, The Survival Rate of Butterflies in the Wild
- 2015 – Kayla Czaga, For Your Safety Please Hold On
- 2016 – Ben Ladouceur, Otter
- 2017 – Ingrid Ruthig, This Being
- 2018 – Billy-Ray Belcourt, This Wound is a World
- 2019 – Tess Liem, Obits.
- 2020 – Heather Birrell, Float and Scurry
- 2021 – Bertrand Bickersteth, The Response of Weeds
- 2022 – Alisha Kaplan, Qorbanot: Offerings
- 2023 – Matthew James Weigel, Whitemud Walking[4]

## Külső hivatkozások
- A díjazottak listája
- Literary Press Group of Canada